# Ole Bærøe
Ole Bærøe, född 29 januari 1877 och död 22 mars 1943, var en norsk lantbrukspedagog och politiker.
Efter genomgången lantbruksskola och lantbrukshögskola arbetade bland annat som godsförvaltare fram till 1917, och var därefter verksam som lärare och föreståndare vid olika lantbruksskolor. Bærøe var redaktör vid den norska pressbyrån 1911-14 och lantbruksminister i Ivar Lykkes ministär 1926-28.